# Солана-дель-Піно
Солана-дель-Піно (ісп. Solana del Pino) — муніципалітет в Іспанії, у складі автономної спільноти Кастилія-Ла-Манча, у провінції Сьюдад-Реаль. Населення — 414 осіб (2010).
Муніципалітет розташований на відстані близько 220 км на південь від Мадрида, 60 км на південь від Сьюдад-Реаля.

## Демографія
Динаміка населення (INE ):

## Галерея зображень

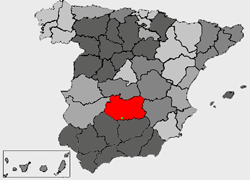
Розташування муніципалітету Солана-дель-Піно
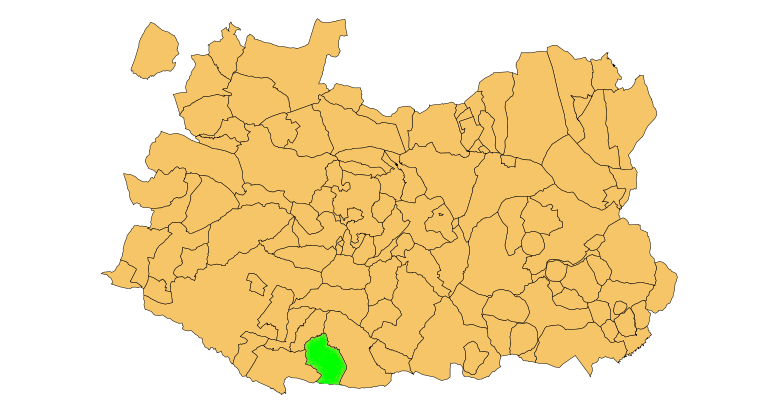
Розташування муніципалітету в провінції
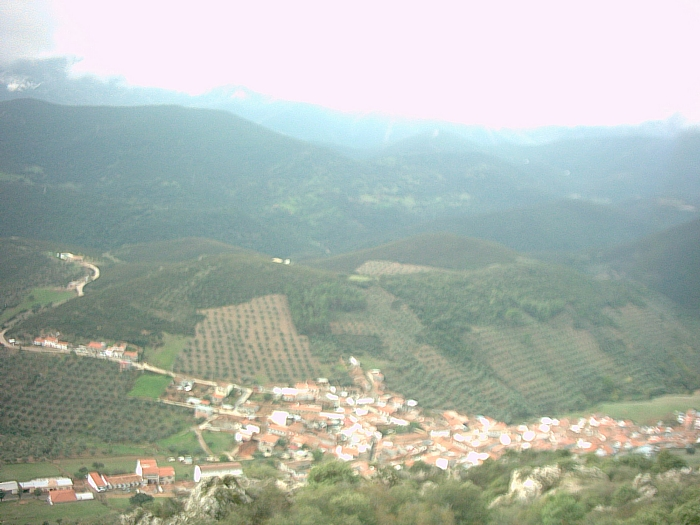
Солана-дель-Піно
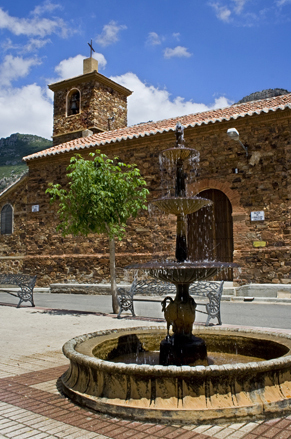
Пласа-де-Сьєрра-Морена, Солана-дель-Піно
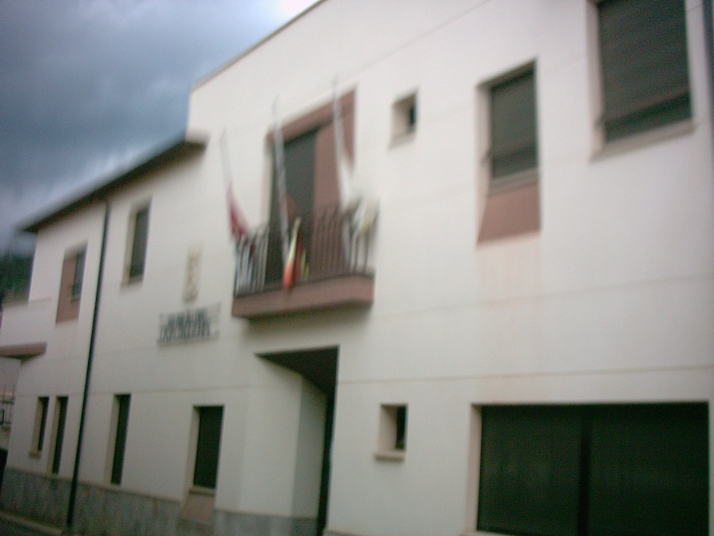
Муніципальна рада